# Julmajärvi (sjö i Nyslott, Södra Savolax)
Julmajärvi är en sjö i kommunen Nyslott i landskapet Södra Savolax i Finland. Arean är 26 hektar och strandlinjen är 4,5 kilometer lång.  Den  ingår i Vuoksens huvudavrinningsområde.  Sjön ligger omkring 110 kilometer nordöst om S:t Michel och omkring 310 kilometer nordöst om Helsingfors. 
I sjön finns ön Julmasaari. 